# SlotMusic

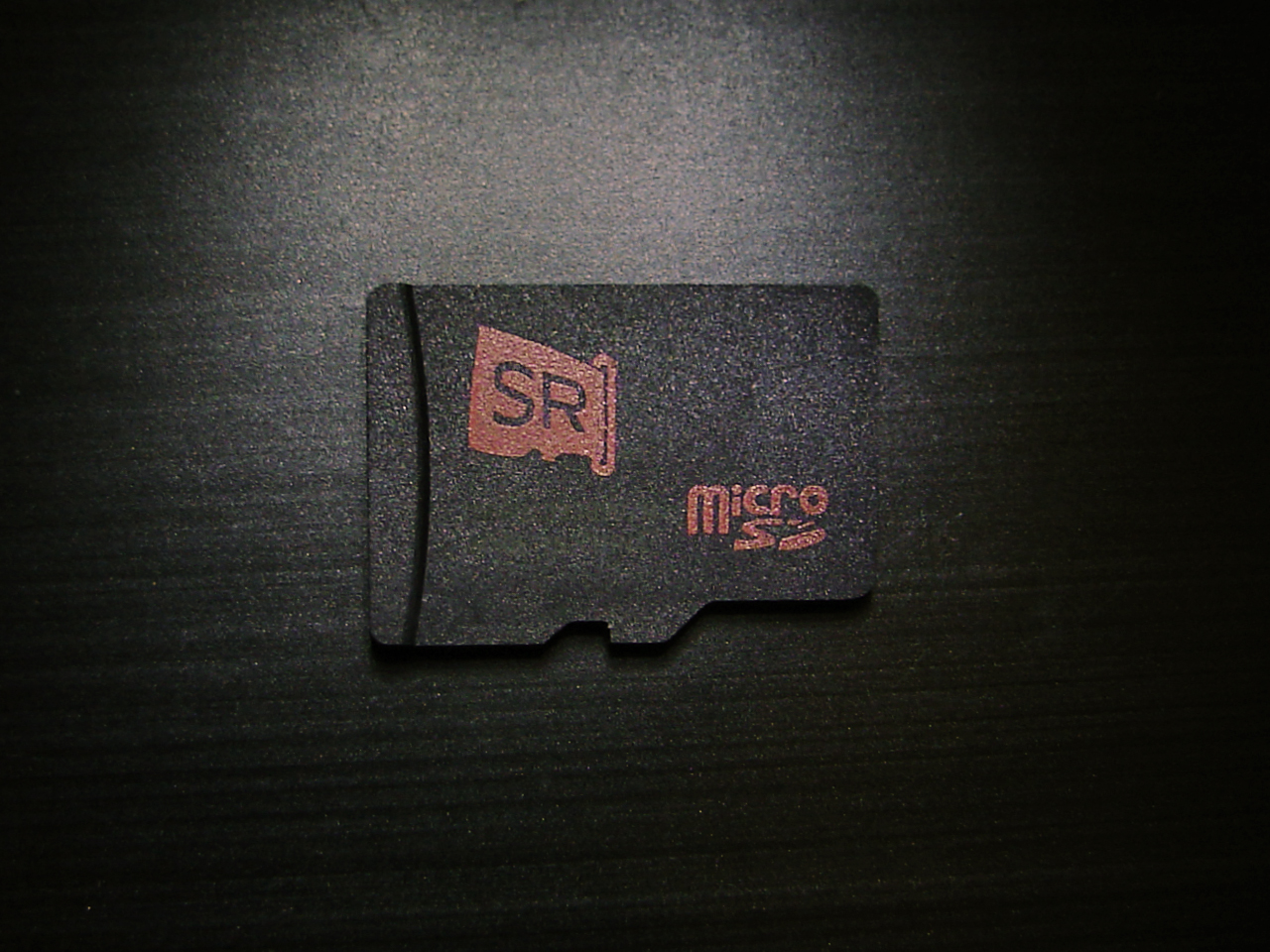
Fotografía de una tarjeta de memoria microSD

slotMusic es un tipo de tarjeta de memoria microSD desarrollado por SanDisk, precargada con música en formato MP3. Los primeros slotMusic estuvieron disponibles en las tiendas Wal-Mart y Best Buy en los Estados Unidos, en octubre de 2008. La selección actual de canciones proviene de Universal Music Group, Sony BMG, Warner Music Group y EMI Music.
Los archivos de audio no poseen gestión de derechos digitales, y se encuentran codificados en una tasa de bits mínima de 256 a 320 kbit/s.
Los álbumes slotMusic también pueden incluir imágenes de alta calidad y vídeos en múltiples formatos. El contenido de cada tarjeta microSD puede ser modificado por el usuario, lo que le permite añadir o eliminar archivos de la tarjeta slotMusic.